# GR 176
El GR 176 és un sender de gran recorregut de format circular, administrat per la Federació d'Entitats Excursionistes de Catalunya (FEEC), que transcorre per les comarques del Bages i el Berguedà.
El GR 176 transcorre per un recorregut circular de 83,17 quilòmetres amb començament i final a la vila de Navàs, passant pel municipi Puig-reig, amb el riu Llobregat com a eix vertebrador, i amb un desnivell positiu de 3.213 metres i un desnivell negatiu de 3.212 metres. El GR 176 permet enllaçar la visita de més de vint esglésies i petites ermites al llarg del recorregut. Aquesta ruta de les ermites romàniques per les comarques del Bages i el Berguedà permet endinsar-se per la Catalunya medieval dels segles x i XI, i conèixer algunes obres arquitectòniques, sovint poc conegudes, d'estil romànic primerenc i tardà. El recorregut també permet descobrir l'entorn natural i la bellesa del paisatge de la part central de Catalunya, en el que destaca l'Espai Natural Protegit de la Riera de Navel.
Entre els punts d'interès del recorregut del GR 176 es troben les esglésies i ermites de Sant Cugat del Racó, de Sant Miquel de Castelladral, de Valldeperes, de Sant Vicenç de Navel, de Sant Esteve del Pujol de Planès, de Sant Martí del Balaguer, de Sant Joan de Montdarn, de Sant Miquel de Fonogedell, de Sant Sadurní de Fonollet, de Sant Marçal de Puig-reig, de Sant Joan Degollat de Puig-reig, de Sant Martí de Puig-reig, de Santa Maria de Periques, de Sant Andreu de Cal Pallot, de Santa Maria de Pinós, de Sant Pau de Pinós, de Sant Amaç de Padrós, de Sant Jordi de Lloberes, de Sant Miquel de Terradelles, de Santa Maria de Cornet i de Santa Sussanna de l'Abellar de Baix.

## Recorregut
- Etapa 1a: Navàs - Santa Fe de Valldeperes (20,08 km, +848 m., -736 m., temps estimat: 5 h.)
- Etapa 2a: Santa Fe de Valldeperes - Sant Marçal de Puig-reig (24,23 km, +960 m., -891 m., temps estimat: 6 h.)
- Etapa 3a: Sant Marçal de Puig-reig - Sant Pau de Pinós (17,94 km, +867 m., -642 m., temps estimat: 4:30 h.)
- Etapa 4a: Sant Pau de Pinós - Navàs (20,90 km, +538 m., -943 m., temps estimat: 5:10 h.)

Que es complementen amb aquestes variants "holomogades" a la FEEC:
- GR 176.1 - Riera de Valldeperes - Cardona[6]
- GR 176.2 - Santa Maria de Cornet - Santa Maria d'Oló[7]